# Schweigegeld für Liebesbriefe
Schweigegeld für Liebesbriefe (Originaltitel The Reckless Moment) ist ein US-amerikanischer Film noir aus dem Jahr 1949, basierend auf dem Roman The Blank Wall von Elisabeth Sanxay Holding. Die Mischung aus Thriller und Melodram war die letzte von vier Regiearbeiten von Max Ophüls in Hollywood.

## Handlung
Die Hausfrau Lucia Harper lebt mit ihrem Schwiegervater Tom und den beiden Kindern Bea und David in einem idyllischen Haus nahe Los Angeles. Lucias Ehemann ist aufgrund von Geschäftsreisen selbst an Weihnachten nicht daheim (und taucht im ganzen Film nicht auf). Die Idylle gerät ins Wanken, als sich die 17-jährige Bea in Ted Darby verliebt, einen wenig vertrauenswürdigen Spieler aus Los Angeles. In Sorge um ihre Tochter sucht Lucia das Gespräch mit ihm. Ted bietet ihr an, sich gegen eine Geldzahlung von Bea fernzuhalten. Doch Lucia lehnt entschieden ab und erzählt stattdessen ihrer Tochter von dem Vorfall. Bea jedoch glaubt ihr kein Wort. Am Abend treffen sich Ted und Bea heimlich an dem Bootshaus der Harpers. Als Bea erfährt, dass Ted doch für Geld die Beziehung aufgeben würde, schlägt sie ihn und er geht zu Boden. Nachdem sie weggerannt ist, steht er wieder auf und will ihr folgen, fällt aber in seiner Benommenheit über den Bootssteg ins Wasser.
Lucia tröstet ihre verzweifelte Tochter, die ihr von dem Treffen berichtet. Früh am nächsten Morgen findet Lucia die Leiche von Ted am Bootshaus, offenbar war er im Wasser unglücklich auf einem Anker aufgeschlagen. Damit ihre Tochter nicht unter Mordverdacht gerät, fährt sie die Leiche im Motorboot davon und entsorgt sie in einem Sumpf am anderen Ende des Sees. Dennoch wird die Leiche schon wenig später gefunden und eine Morduntersuchung beginnt, denn es wird aufgrund der Verletzungen durch den Anker von einer Mordabsicht ausgegangen. Da niemand von dem Verhältnis zwischen Ted und Bea wusste, außerdem Ted bei vielen Leuten Schulden hatte, rücken die Harpers nicht in das Zentrum der polizeilichen Ermittlungen.
Nun stellt sich aber ein zwielichtiger, zugleich charmanter Mann namens Martin Donnelly bei Lucia vor. Er ist ein Krimineller aus Los Angeles und Geschäftspartner eines Geldverleihers namens Nagel. Ted besaß Schulden bei Nagel und überließ ihm deshalb unter anderem Beas Liebesbriefe als Pfand. Wenn die Briefe herauskommen würden, stünde natürlich Bea sofort unter Mordverdacht. Daher solle Lucia nun 5.000 Dollar als Schweigegeld für die Briefe bezahlen. Lucia versucht in der Folgezeit verzweifelt an Geld zu kommen, die Bank möchte ihr aber kein Geld leihen und so muss sie ihren Schmuck verkaufen. Zugleich hält sie ihre Sorgen vor ihrer Familie geheim, denn sie möchte Bea nicht noch weiter belasten.
Donnelly, der heimatlose Kriminelle, bewundert Lucias aufopferndes Verhalten für ihre Familie. Er versucht ihr mehr Zeit zu geben, außerdem will er auf seinen Anteil bei der Erpressung, die Hälfte der 5000 Dollar, verzichten. Als sie Donnelly einen Teil des Geldes geben will, erfährt sie von diesem, dass soeben ein Verdächtiger verhaftet wurde und sie damit frei von ihren Verpflichtungen sei. Lucia hat allerdings ein schlechtes Gewissen, da sie weiß, dass es keinen Mörder gab; sie versucht sogar Donnelly glauben zu machen, dass sie der Mörder sei. Donnelly hat sich inzwischen in sie verliebt und rät ihr, an ihre Familie zu denken und sich nicht zu stellen. Wenig später wird der Verdächtige entlassen und die Erpressung wird damit wieder relevant.
Nagel taucht bei Lucia auf und fordert im Bootshaus die sofortige Zahlung der vollen 5000 Dollar. Donnelly, den Nagel wegen dessen „Weichheit“ aus dem Geschäft gedrängt hat, eilt Lucia zu Hilfe. Es kommt zu einem lebensgefährlichen Kampf, der schließlich damit endet, dass Donnelly Nagel erdrosselt. Donnelly gesteht Lucia seine Zuneigung und äußert, dass seine Begegnung mit ihr ihn zum Guten verändert habe. Lucia möchte die Polizei rufen und die Situation schildern, in der Hoffnung, dass die Situation eines glimpfliches Ende findet. Als sie jedoch kurz ins Haus eilt, fährt Donnelly mit der Leiche von Nagel im Auto davon. Lucia und ihr Dienstmädchen Sybil verfolgen das Auto. Als Donnelly beim Fahren in Nagels Manteltasche greift, um Beas Liebesbriefe an sich zu nehmen, verliert er die Kontrolle über das Auto und fährt gegen einen Baum.
Als Lucia die Unfallstelle erreicht, liegt Donnelly unter dem Auto begraben und hält die Briefe in der Hand. Er fordert, dass Lucia von der Unfallstelle verschwindet, denn nur so kann ihr Name aus der ganzen Sache gehalten werden. Nach kurzem Zögern nimmt Lucia die Briefe und fährt nach Hause. Etwas später erfährt sie von ihren Kindern, dass es in der Nähe einen schrecklichen Unfall gegeben habe und ein sterbender Mann, unter seinem Auto liegend, den Mord an Ted Darby gestanden habe. Zum Schluss ruft Lucias Ehemann an und sie sagt ihm, in Tränen aufgelöst, dass „alles in Ordnung“ sei, außer dass sie ihn vermisse.

## Hintergrund
Der Film wurde zwischen März und April 1949 in Los Angeles sowie bei Balboa Island gedreht. Im November 1949 kam er in die amerikanischen Kinos. Das Szenenbild verantworten Frank A. Tuttle und Cary Odell, die Kostüme entwarf Jean Louis, und Earl Bellamy fungierte als Ophüls’ Regieassistent. Zu den Darstellern in kleinen Rollen zählen unter anderem Peter Brocco als Barkeeper Pete und William Schallert als Polizeileutnant.
Als Vorlage diente der 1947 erschienene Roman The Blank Wall von Elisabeth Sanxay Holding (1889–1955), einer der wenigen weiblichen Vertreterinnen der Hardboiled Literature. 2001 entstand eine Neuverfilmung des Romans, The Deep End – Trügerische Stille mit Tilda Swinton in der Hauptrolle.

## Kritiken
The Reckless Moment wurde von damaligen Kritikern nur gemischt aufgenommen und auch kommerziell bedeutete er einen Misserfolg. Er wurde aber in späteren Jahren von Kritikern allgemein sehr positiv besprochen. So steht der Film mittlerweile etwa in dem bekannten Filmbuch 1001 Movies You Must See Before You Die.
Der Filmdienst schreibt enthusiastisch: „Atmosphärisch sehr dichte, eindrucksvoll gespielte Mischung aus Melodram und Kriminalthriller, die sich stilistisch und thematisch am Kino der "Schwarzen Serie" orientiert; vor allem die Charakterisierung der weiblichen Heldin und die brillante Kameraarbeit verraten deutlich Ophüls' individuelle Handschrift.“
Laut Dennis Schwartz ist es ein „mitreißender Thriller“, der ebenso gut wie die respektabler wirkenden Filme ist, die Ophüls sonst inszeniert habe. Sein Regiestil sei „einfach, aber kraftvoll“, während die Hauptdarsteller Joan Bennett und James Mason herausragende Darstellungen geben und die Nuancen ihrer Figuren herausarbeiten würden.